# Улица Пушкина (Серпухов)
Улица Пушкина — улица в западной части города Серпухова Московской области. Улица носит свое название в честь великого русского писателя Александра Сергеевича Пушкина.

## Описание
Улица Пушкина берет свое начало на пересечении с Московским шоссе и далее уходит в северо-западном направлении. Заканчивается улица за пересечением с улицей Химиков, где начинается жилой частный сектор города Серпухова.
Улицу Пушкина пересекают Пушечная улица, Зеленый переулок, улица Олега Степанова, улица Сольца и улица Химиков.
По ходу движения с начала улицы справа примыкают Глазовская улица, Летний переулок, Просторный переулок, переулок Юнатов и Мотозаводской переулок.
По ходу движения с начала улицы слева примыкает 2-й Оборонный переулок.
Нумерация домов ведётся со стороны Московского шоссе.
На всем своем протяжении улица Пушкина является улицей с двусторонним движением.
Почтовый индекс улицы Пушкина в городе Серпухов Московской области — 142204 и 142211.

## Примечательные здания и сооружения

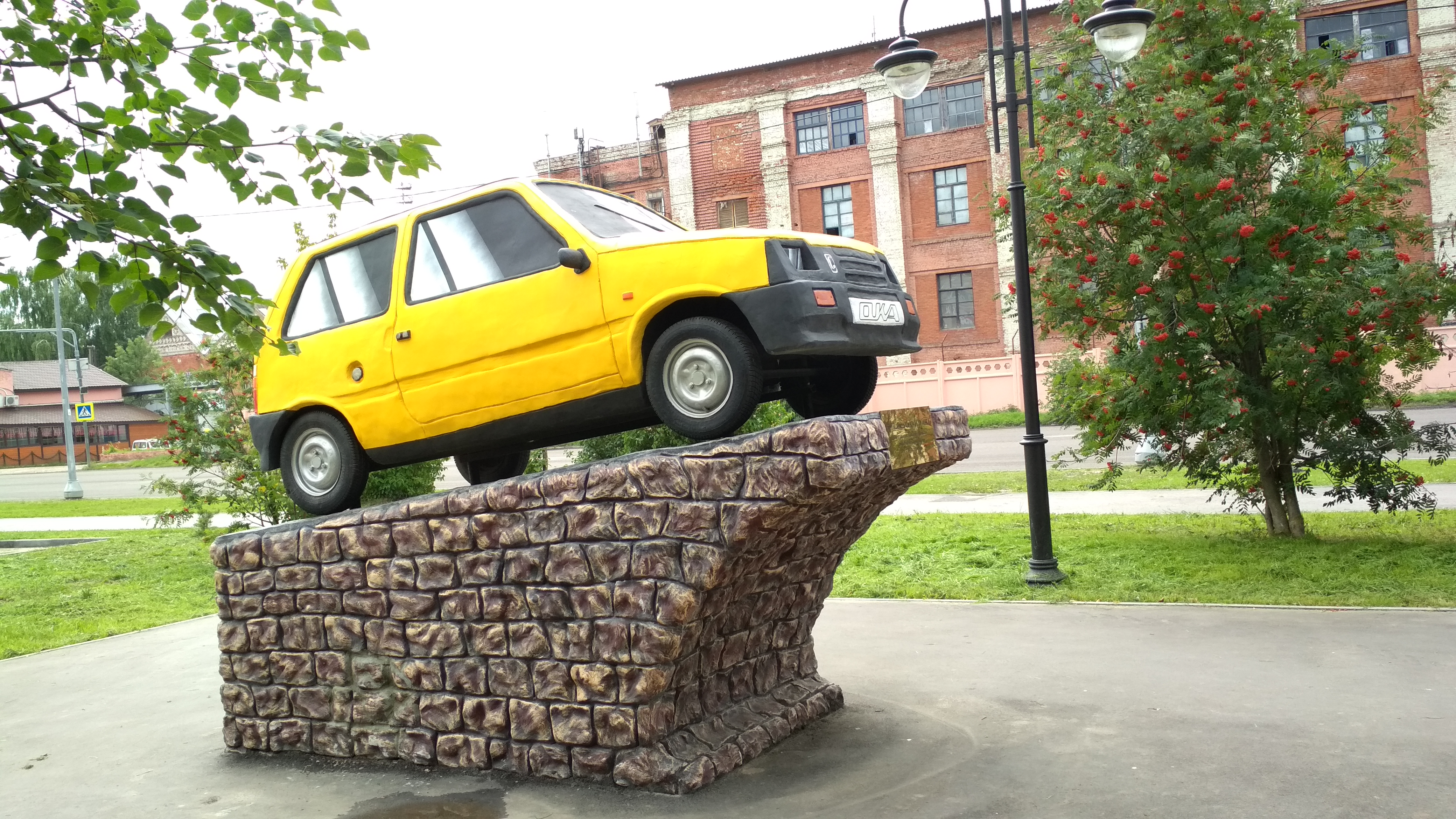
Памятник автомобилю Ока

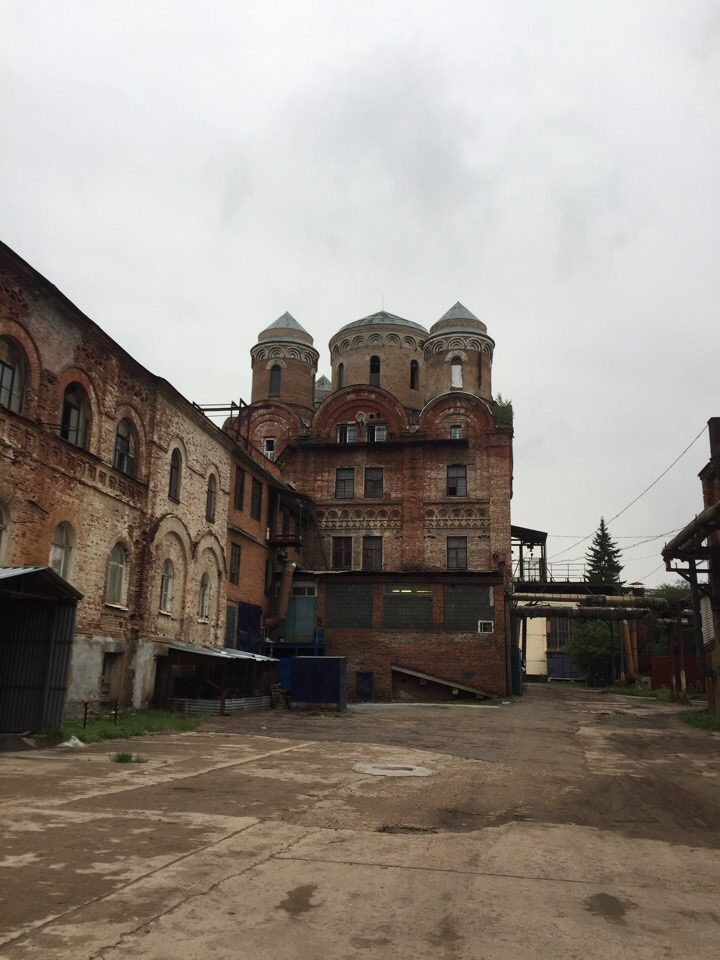
Церковь Серафима Саровского

- Государственное бюджетное профессиональное образовательное учреждение Московской области «Серпуховский машиностроительный техникум» (корпус № 1) — улица Пушкина, владение 7.
- Серпуховский инструментальный завод «Твинтос» (Производственное предприятие завод имени Сольца) — улица Сольца, владение 1[2].
- Памятник-мемориал «Боевая слава» — сквер вблизи улицы Пушкина, владение 45.
- Мемориал Великой Отечественной войны — сквер вблизи улицы Пушкина, владение 45.
- Церковь Серафима Саровского в Серпухове (Православный храм) — улица Пушкина, владение 45, корпус 5. Появление храма относят к 1914 году, когда на предприятии известного потомственного Серпуховского фабриканта Николая Николаевича Коншина была построена богадельня, выполненная в неорусском стиле. В 1915 году строится каменная церковь в форме Новгородских церквей, с пятью главами. Храм был закрыт в период коммунистического строя, с него сняли все убранство. В настоящее время храм также закрыт, на его территории размещен автозавод[3].

## Транспорт
По улице Пушкина осуществляется движение городского общественного транспорта. Здесь проходят городские автобусные маршруты № 2, № 2 К, № 7, № 12, № 17, № 34 и № 45.